# 半偏方面體錐柱
幾何學中，半偏方面體錐柱的定義是指一系列的多面體，由半個偏方面體（以中間的邊作為分割），一個邊數兩倍的不均勻柱體，以及一個邊數兩倍的錐體所組成，也因為如此，半偏方面體錐柱也可以視為是將半偏方面體錐拆開，中間加入一個不均勻柱體
半偏方面體錐柱的命名是根據鳶形的數量而定的，例如四角半偏方面體錐柱有四個鳶形，八個四邊形以及八個等腰三角形，因此稱為四角半偏方面體錐柱。
如果一個半偏方面體錐柱的鳶形皆全等，四邊形全等，等腰三角形也全等的話，那麼此半偏方面體錐柱則可稱為正半偏方面體錐柱。

## 正半偏方面體錐柱
前幾個正半偏方面體錐柱為：
| 圖像 | 名稱                         | 面的數量                            |
| ---- | ---------------------------- | ----------------------------------- |
|      | 三角半偏方面體錐柱 (J18對偶) | 3個鳶形，6個四邊形，6個等腰三角形   |
|      | 四角半偏方面體錐柱 (J19對偶) | 4個鳶形，8個四邊形，8個等腰三角形   |
|      | 五角半偏方面體錐柱 (J20對偶) | 5個鳶形，10個四邊形，10個等腰三角形 |
|      | 六角半偏方面體錐柱           | 6個鳶形，12個四邊形，12個等腰三角形 |